# Thermal Design Power

## Considerazioni generali
Il thermal design power (TDP, chiamato anche thermal design point) rappresenta un'indicazione del "calore" (potenza termica) dissipato da un microprocessore, che il sistema di raffreddamento dovrà smaltire per mantenere la temperatura del processore stesso entro una soglia limite di sicurezza per i propri componenti. La sua unità di misura è il watt.
Per esempio, il sistema di raffreddamento di un processore per computer portatili può essere progettato per un TDP di 20 watt, il che significa che deve potere dissipare 20 joule di calore (energia) al secondo, senza eccedere la temperatura di giunzione del chip, ovvero la massima temperatura interna di funzionamento. La dissipazione del calore avviene normalmente tramite un sistema di raffreddamento attivo come una ventola, in modo passivo, usando il principio della convezione o tramite radiazione del calore, o in tutti e tre i modi insieme.
La definizione di TDP nel mercato dei processori varia tra i diversi produttori, perciò spesso non corrisponde alla massima potenza realmente dissipabile dal microprocessore, ma ad un valore inferiore raggiungibile con un utilizzo normale senza rischiare di danneggiare le giunzioni dei semiconduttori interni per l'eccessivo calore. Al contrario, attuando modalità di overclocking del microprocessore si può ottenere un aumento delle prestazioni ma anche del calore dissipato, imponendo l'uso di sistemi di dissipazione più efficienti di quelli comunemente consigliati.

## Ambiguità del parametro Thermal Design Power
Come alcuni autori ed utenti hanno osservato, il Thermal Design Power (TDP) di una CPU o una GPU è un parametro ambiguo.
Infatti, fabbricanti diversi dichiarano valori di TDP basati su diversi metodi di calcolo e differenti condizioni operative del dispositivo, e mantengono riservati (con pochissime eccezioni) questi importanti dettagli. Ciò rende estremamente problematico (se non impossibile) l’effettuare dei paragoni ragionevoli ed attendibili basati sul TDP fra dispositivi prodotti da diversi costruttori, e inoltre rende difficile ottimizzare il progetto di un sistema di raffreddamento del circuito integrato sia in termini sia di gestione del calore che di costo. 

### Concetti fondamentali della gestione termica
Per meglio capire il problema dobbiamo ricordare i principi di base del raffreddamento di un dispositivo elettronico tramite un dissipatore. Consideriamo il flusso di calore che scorre fra il “case” (il contenitore) del circuito integrato  e l’aria dell’ambiente circostante attraverso un dissipatore di calore. Poniamo:
- Pd  (Watt) = Potenza termica generata da una CPU e da dissipare nell’ambiente attraverso un opportuno dissipatore di calore. Corrisponde alla potenza elettrica totale assorbita in corrente continua dalla CPU.
- Rca (°C/W) = La resistenza termica del dissipatore di calore tra il “case della CPU e l’aria dell’ambiente circostante.
- Tc  (°C) 	= Massima temperatura del “case” della CPU che ne garantisce le piene prestazioni.
- Ta  (°C) 	= Massima  temperatura dell’aria presente all’ingresso della ventola del dissipatore di calore.

Questi parametri sono uniti fra di loro dalla seguente equazione:
{\displaystyle (Tc-Ta)=Pd\cdot Rca}
Quindi, una volta che sono note:
- La potenza termica (Pd)da dissipare;
- La temperatura massima (Tc) ammessa per il “case” della CPU;
- La temperatura massima (Ta) dell’aria all’ingresso della ventola di raffreddamento,

possiamo calcolare la specifica tecnica fondamentale del dissipatore di calore, ovvero la sua resistenza termica Rca, come:
{\displaystyle Rca={\frac {(Tc-Ta)}{Pd}}}
NB: 
- Questa equazione può anche essere riscritta così:

{\displaystyle Pd={\frac {(Tc-Ta)}{Rca}}}
- Il flusso di calore fra la CPU e l’ambiente che scorre attraverso il circuito stampato della scheda madre (la “motherboard”) è caratterizzato da una resistenza termica che è di diversi ordini di grandezza superiore a quella del dissipatore di calore, per cui lo possiamo trascurare in questa trattazione.

### Problemi con il Thermal Design Power (TDP)
Quando si ha a che fare con i TDP dichiarati dalle varie ditte costruttrici, nascono delle ambiguità poiché solitamente i fabbricanti di dispositivi quali CPU, GPU e simili non rivelano le esatte condizioni sotto le quali i valori di questi parametri sono stati da loro definiti. Ad esempio, mancano:
- la massima temperatura Tc da garantire al “case” del dispositivo (parametro essenziale) affinché le sue funzioni non vengano rallentate;
- la massima temperatura dell’aria nell’ambiente;
- i dettagli circa l’esatto carico computazionale del dispositivo.

Ad esempio, in una pagina di supporto generale Intel dice brevemente che il TDP si riferisce alla Potenza consumata durante il carico di lavoro massimo teorico. Intel ricorda inoltre a partire dalla dodicesima generazione delle loro CPU il termine Thermal Design Power (TDP) è stato sostituito con Processor Base Power (PBP).
In una pagina di supporto specifico dedicata al processore Core i7-7700, Intel definisce in modo molto generico il TDP come la massima quantità di calore che un processore può produrre quando elabora delle applicazioni di vita reale (“real life”), senza però descrivere queste applicazioni.
Un altro esempio: in un documento (un white paper) del 2011 dove i processori Xeon sono messi a confronto con dispositivi concorrenti della AMD, Intel definisce il TDP come il punto superiore del profilo termico misurato alla massima temperatura del “case”, ma senza specificare quale debba essere questa temperatura né il carico computazionale del processore..
NB: Tutte queste definizioni presuppongono che la CPU lavori alla frequenza base del clock, senza overclocking. 
In conclusione:
- Non è molto significativo paragonare i TDP fra dispositivi di diversi produttori.

- La mancanza della massima temperatura Tc del “case” da garantire fa sì che la scelta di un dissipatore di calore potrebbe risolversi con un surriscaldamento della CPU (e conseguenti ridotte prestazioni) , o, se si è troppo prudenti, con un raffreddamento troppo spinto (e quindi costi eccessivi).

- Per garantire le migliori prestazioni possibili e una lunga vita della CPU, bisognerebbe innanzitutto chiedere al costruttore la massima temperatura Tc del “case”, e poi sovradimensionare il sistema di raffreddamento. Ad esempio, per tenere conto di carichi di lavoro particolarmente gravosi e di un eventuale overclocking, si potrebbe considerare una Potenza  termica da dissipare pari a 1,5 volte il TDP dichiarato. È bene ricordare che più bassa è la temperature di lavoro delle giunzioni nei circuiti integrati e maggiore sarà l’aspettativa di vita del dispositivo, secondo un fattore di accelerazione espresso molto approssimativamente dall’equazione di Arrhenius.

### Alcuni dettagli del Thermal Design Power (TDP) resi noti da AMD
Nell’ottobre del 2019, il sito GamersNexus Hardware Guides
 ha mostrato delle tabelle con valori di temperatura e di resistenza termica tra “case” e ambiente ricevuti direttamente da AMD, a proposito dei TDP di alcune CPU delle famiglie Ryzen 5, 7 and 9. La formula con cui AMD unisce questi parametri è la nota 
{\displaystyle TPD=(Tc-Ta)/Rca}
I TPD dichiarati dei dispositivi in esame vanno da 65 W a 105 W; la temperatura ambiente considerata da AMD è di +42°C, e la temperatura dei “case”  va da +61,8 °C a +69,3°C, mentre la resistenza termica tra “case” e ambiente va da 0,189 °C/W a 0,420 °C/W.